# Jorge Cadete
Jorge Cadete, właśc. Jorge Paulo Cadete Santos Reis (ur. 27 sierpnia 1968 w Pembie w Mozambiku) – portugalski piłkarz. Karierę rozpoczął w 1988, a skończył w 2007. Grał na pozycji napastnika.

## Reprezentacja
Cadete w reprezentacji rozegrał 33 mecze zdobywając 5 goli.
Był powoływany na MŚ w 1994 oraz na Mistrzostwa Europy w 1996. W reprezentacji grał w latach 1990–1998.